# Jean Strauwen
Jean Strauwen (* 22. März 1878 in Laeken; † 4. Januar 1947 in Brüssel) war ein belgischer Komponist und Dirigent.

## Leben
Jean Strauwen war der Sohn des Komponisten Pierre Strauwen (1836–1890), er absolvierte sein Studium am Königlichen Konservatorium Brüssel bei Edouard Jacobs (Harmonielehre), Gustave Huberti (Kontrapunkt) und Edgar Tinel (Fuge). 1907 wurde er Dirigent des seinerzeit bekannten belgischen Orchesters Le Cercle Instrumental in Brüssel. Mit diesem Orchester hatte er beachtliche Erfolge und konzertierte regelmäßig im „Cirque Royal“ und im Stadtpark von Brüssel. Die Rezensenten in der Presse waren zumeist voll des Lobes in ihren Berichten. Ebenfalls 1907 wurde er Dirigent des Fanfaren-Orchesters Koninklijke St. Martinus Fanfare in Halle und behielt diese Position bis 1946. Auch mit diesem Orchester errang er nationale und internationale Auszeichnungen. Ferner dirigierte er die Fanfaren-Orchester von Leval-Trahegnies und Ressaix.
1934 berief man Strauven zum Professor für Harmonielehre an das Königliche Konservatorium Brüssel und wenig später zum Direktor der Musik-Akademie von Nivelles. Strauvens Kompositionen waren anfänglich dem symphonischen Orchester gewidmet, er schuf Kammermusik und einige Chorwerke, später konzentrierte er sich überwiegend auf Kompositionen für Blasorchester.

## Werke

### Werke für Orchester
- Sur l'Olympe
- Les Exilés
- Evocation d'Orient
- Cortège du Sacré

### Werke für Blasorchester
- Air de Ballet
- Au Château de Beersel Fantasie
- Brabaçonne de Concert
- Cecilia
- Cortège Solennel Konzertmarsch
- Cortège Allégorique
- Echo Jubilaire
- Fête Napolitaine Fantasie
- Fiançailles
- L'Ascension
- L'Annonciation
- La Myrrhe et l'Encens
- Laus Tibi Domine
- Le Glas Funèbre Trauermarsch
- Léon XIII
- Lourdes
- Marche Interalliée
- Notre Dame de Halle
- Pâques Fleuris
- Remember Walzer
- Sancta Familia
- Thyrsis Suite in 6 Sätzen
- Trianon Gavotte

### Kammermusik
- Cantilène für Klarinette und Klavier
- Capriccio für Posaune und Klavier
- Cavatine
- Cavatine
- Fantasia für Trompete und Klavier
- Petit Caprice für Trompete und Klavier
- Petite Valse-Caprice pour piano

## Bücher und Schriften
- Cours complet de solfège
- Cours complet d'harmonie théorique